# Biro-Biro Ribeiro
Gilberto Ribeiro de Carvalho, mais conhecido como Biro-Biro Ribeiro ou Biro-Biro (Guarujá, 29 de junho de 1964) é um ex-futebolista brasileiro, que atuava como lateral-esquerdo.
Ganhou o apelido justamente por conta da semelhança do jogador Biro-Biro.
Foi eleito o melhor lateral-esquerdo da história do Bragantino, clube pelo qual ganhou a Bola de Prata no Campeonato Brasileiro de 1990.

## Carreira
Começou a carreira nas categorias de base do Santos, onde foi campeão da Copa São Paulo de Futebol Júnior de 1984.
Em 1989, voltou ao Santos.
Seu auge foi pelo Bragantino, onde foi Campeão Paulista em 1990 e vice-campeão Brasileiro em 1991. Ao todo, fez 73 jogos pelo clube.
Em 1993, foi contratado pelo Corinthians por 220 mil dólares. Fez apenas 8 jogos pelo clube e não marcou gols. Ao fim do estadual, Biro-Biro foi dispensado e acabou indo para o Sport.
Encerrou a carreira no XV de Piracicaba, em 1996.

## Títulos
Bragantino
- Campeonato Brasileiro - Série B: 1989[15]
- Campeonato Paulista: 1990[16]

Sport Recife
- Campeonato Pernambucano: 1992[14]